# Danh sách vườn quốc gia tại Belarus
Belarus hiện có 4 vườn quốc gia và đây đều là các khu bảo tồn thiên nhiên chính của đất nước. Trong số này, Vườn quốc gia Belovezhskaya Pushcha là một khu bảo tồn xuyên quốc gia giữa Belarus và Ba Lan. Tổng diện tích bảo vệ của các vườn quốc gia ở Belarus là 3.300 km2 (1.300 dặm vuông Anh)

## Danh sách
| Tên                                 | Tên Belarus                          | Vùng                     | Diện tích                           | Thành lập   |
| ----------------------------------- | ------------------------------------ | ------------------------ | ----------------------------------- | ----------- |
| Vườn quốc gia Belovezhskaya Pushcha | Нацыянальны парк "Белавежская пушча" | Brest và Grodno          | 1.500,69 km2 (579,42 dặm vuông Anh) | 1991 (1932) |
| Vườn quốc gia Các hồ Braslaw        | Нацыянальны парк "Браслаўскiя азёры" | Vitebsk                  | 691,15 km2 (266,85 dặm vuông Anh)   | 1995        |
| Vườn quốc gia Prypyatski            | Нацыянальны парк "Прыпяцкi"          | Gomel                    | 858,41 km2 (331,43 dặm vuông Anh)   | 1996        |
| Vườn quốc gia Narachanski           | Нацыянальны парк "Нарачанскi"        | Grodno, Minsk và Vitebsk | 1.178 km2 (455 dặm vuông Anh)       | 1999        |